# Liste der Kulturdenkmäler in Biebrich (bei Katzenelnbogen)
In der Liste der Kulturdenkmäler in Biebrich sind alle Kulturdenkmäler der rheinland-pfälzischen Ortsgemeinde Biebrich aufgeführt. Grundlage ist die Denkmalliste des Landes Rheinland-Pfalz (Stand: 8. Dezember 2023).

## Einzeldenkmäler
| Bezeichnung  | Lage                 | Baujahr                    | Beschreibung                                                                                         | Bild |
| ------------ | -------------------- | -------------------------- | --- | ---- |
| Wohnhaus     | Bergstraße 9 Lage    | 17. oder 18. Jahrhundert   | Fachwerkhaus, verputzt und verschiefert, wohl aus dem 17. oder 18. Jahrhundert                       | BW   |
| Wohnhaus     | Gartenstraße 2 Lage  | 17. oder 18. Jahrhundert   | verputztes Fachwerkhaus, wohl aus dem 17. oder 18. Jahrhundert                                       | BW   |
| Wohnhaus     | Lindenstraße 17 Lage | 18. Jahrhundert            | Fachwerkhaus, teilweise massiv und verputzt, 18. Jahrhundert, Kniestock wohl aus dem 19. Jahrhundert | BW   |
| Gemeindehaus | Lindenstraße 20 Lage | Mitte des 19. Jahrhunderts | ehemalige Schule; wohl kurz nach der Mitte des 19. Jahrhunderts                                      | BW   |
| Wohnhaus     | Lindenstraße 28 Lage | 18. Jahrhundert            | Fachwerkhaus, teilweise massiv und verschiefert, 18. Jahrhundert                                     | BW   |
| Wohnhaus     | Lindenstraße 30 Lage | Mitte des 18. Jahrhunderts | Fachwerkhaus, teilweise verschiefert, Mitte des 18. Jahrhunderts (?)                                 | BW   |